# Hydaticus stappersi
Hydaticus stappersi là một loài bọ cánh cứng trong họ Bọ nước. Loài này được Peschet miêu tả khoa học năm 1915.